# Rișca (okręg Kluż)
Rișca – wieś w Rumunii, w okręgu Kluż, w gminie Rișca. W 2011 roku liczyła 902 mieszkańców.